# 세란병원
세란병원은 서울특별시 종로구 통일로 256 에 위치한 종합병원이다.
정형외과 전문병원으로 개원하여 현재 뇌신경센터, 인공관절센터, 어깨관절센터, 비수술 줄기세포센터, 척추센터, 척추내시경센터, 외과센터, 안과센터, 종합검진센터 등을 운영하고 있다.
현재 진료과는 정형외과, 신경과, 신경외과, 안과, 내과, 외과, 비뇨의학과, 산부인과, 영상의학과, 응급의학과, 핵의학과, 진단검사의학과, 마취통증의학과가 운영되고 있다.

## 연혁
- 1987년 종로구 무악동에 정형외과 전문병원 개설
- 1993년 신관증축 및 180병상으로 증설, 척추센터 개설
- 1994년 세브란스병원과 협력 체결
- 1995년 250병상으로 증설, 종합병원으로 승격, 종합건강검진센터 개설, 자기공명영상촬영기(MRI)도입 가동
- 2000년 응급의학과 개설, 방사선과 영상저장 및 전달시스템(PACS)도입
- 2001년 자동처방전달시스템(OCS)도입
- 2002년 신형자기공명영상촬영기(1.5T)교체
- 2004년 인공관절센터 내비게이션 시스템 도입, SRSI 브랜드 인지도(리서치&리서치)“서울지역우수전문병원” 선정
- 2005년 뇌신경센터(어지럼증클리닉) 개설
- 2007년 내비게이션을 이용한 인공관절치환술 국내 최초 1,000례 돌파
- 2008년 MAGNETOM Espree 1.5T MRI 추가 도입(2대 동시가동)
- 2009년 제 2수술실 증설, 컴퓨터 내비게이션 인공관절치환술 2,000례 돌파
- 2010년 종합건강검진센터 확장리모델링 공사완료, 의료기관평가 A등급 획득, 응급의료기관평가 최우수등급 휙득, 컴퓨터 내비게이션 인공관절치환술 3,000례 돌파
- 2012년 인공관절센터 확장, 전자차트(EMR)도입, MAGNETOM Avanto 1.5T 추가도입
- 2013년 국제진료센터 개설 및 중국어 홈페이지 오픈, 종합건강검진센터 전용건물 확장 이전, 컴퓨터 내비게이션 인공관절치환술 4,000례 돌파
- 2014년 특수검진센터 오픈
- 2015년 성형외과 오픈, 노인인플루엔자 예방접종사업 지정병원, 내비게이션 인공관절치환술 5,000례 돌파
- 2016년 소아청소년과 개설, 국가영유아건강검진 지정병원, 어린이국가예방접종사업 지정병원, 종합건강검진센터 확장오픈, 프리미엄 산후조리원 올리비움 오픈, 스파&메디컬스파 올리바인 오픈
- 2017년 내비게이션 인공관절치환술 6,000례 돌파, 제10회 대한민국 글로벌 의료서비스 대상 수상 : 종합검진센터, <폐렴 2차 적정성 평가> 최고등급 획득
- 2018년 2018 재난대응 안전한국훈련 실시, ‘2018 퇴원손상심층조사’ 우수병원 표창, 세란방송국 개국 : 세란닥터스 개설, 인공관절센터 차세대 마코로봇 국내 최초 구축, <2018년 응급의료기관평가> 최우수 A등급 획득
- 2019년 <제3회 행복한 노후설계박람회>참가, <2019 서울특별시 지체장애인 파크골프대회> 의료지원, 내비게이션 인공관절치환술 7,000례 돌파, 한국병원홍보협회 병원보 부문 대상 수상
- 2020년 <제2회 동아건강산업박람회> 참가, 근로복지공단 주관 <산재보험 의료기관 평가> 우수 기관 선정, 어깨관절센터 개설, MAGNETOM Lumina 3.0T MRI 도입, 사회공헌 프로그램 ‘청소년 희망날개’ 후원 개시
- 2021년 NICE평가정보 ‘기술평가 우수기업’선정, 종로구치매안심센터 협약식 진행, 재활의학과 개설, 소화기센터 확장, 서울시립대 생활치료센터 위탁운영
- 2022년 코로나19 국무총리 감사패 표창, 세란병원 척추센터 바른척추연구회 컨퍼런스 개최, 코로나 회복·재활 크리닉 운영, 서대문종합노인복지관 제18회 은빛축제 의료지원, 재난대응 안전한국훈련 실시
- 2023년 세란병원 CS혁신위원회 발족, NBS한국농업방송 ‘기적의 운동화’ 시즌2 수술 지원, 수술환자 방문재활 서비스 실시, 척추관절 퇴원 예정환자 운동교육 실시, 한국식품산업협회와 함께한 ‘희망의 식품 전달식’
- 2024년 안과센터 개설, 수면다원검사실 오픈, 고성 의료봉사, 2024 서울헬스쇼 참가, PET-CT(양전자 방출단층촬영술)도입, 365일 24시간 복부센터 개설